# Kukra
Kukra (Cucra), danas nestalo pleme Misuluan Indijanaca nekad nastanjeno u obalnom području Nikaragve uz zaljev Bahía de Bluefields i Lagunu de perlas te na otocima Las Islas del Maíz, a na sjever su se izgleda širili sve do ušća Rio Grande. Kukuruzni otoci ili Las Islas del Maíz svojevremeno su nazivani o Otocima kostura jer su Kukra Indijanci bili na glasu kao ljudožderi;. Kukre su nestali negdje do 1800. godine (Roberts 1966), čemu je sredinom 18. stoljeća prethodilo osnivanje engleskog naselja English Bank, kasniji Laguna de Perlas, i dolazak Miskito skupina koje prodiru s juga, sa Sandy Baya, i osnivaju svoja naselja u području lagune. Dobro naoružani Miskiti počinju hvatati Kukre i prodavati ih stanovnicima English Banka i trgovcima iz Jamajke (Roberts 1965).